# 斧暗哲水蚤
斧暗哲水蚤（学名：Scottocalanus securifrons）为厚殼水蚤科暗哲水蚤屬下的一个种。